# Juan Vázquez de Coronado
Juan Vázquez de Coronado y Anaya (Salamanca, Corona de España, 1523 – Sanlúcar de Barrameda, Imperio Español, octubre de 1565) fue un adelantado y conquistador español que participó en varias expediciones en América Central entre 1540 y 1565, ocupando cargos de adelantado y gobernante colonial en Guatemala, Honduras, El Salvador, Nicaragua y Costa Rica.
Se lo recuerda principalmente como conquistador de Costa Rica, una provincia del Imperio español que en esa época se consideraba la más austral e inhóspita, su acción conquistadora costarricense se caracterizó por su sentido humanitario y su habilidad para negociar y formar alianzas con los reyes indígenas.

## Biografía
Juan Vázquez de Coronado era hijo de Gonzalo Vázquez de Coronado y Catalina de Anaya, y sobrino de Francisco Vázquez de Coronado. Pasó muy joven a la América española, con solo 17 años, y se estableció primero en la Ciudad de México y luego en Guatemala, donde comenzó a desempeñar cargos oficiales, tales como diputado del cabildo de la ciudad de Santiago y alcalde ordinario de Guatemala.
Participó en acciones de Conquista de los actuales Guatemala y El Salvador; fue alcalde de la ciudad de Santiago de Guatemala —actual Antigua Guatemala— donde en 1548 contrajo nupcias con Isabel Arias Dávila y Poblete, pariente cercana de Pedro Arias Dávila, gobernador de Castilla del Oro y Nicaragua.
Posteriormente pasó a El Salvador, en donde se le dio la encomienda de Naolingo, cerca de la que pronto sería la ciudad de Sonsonate, luego fue nombrado alcalde ordinario de San Salvador en 1549; posteriormente fue alcalde mayor de Honduras en 1556, en 1560 y en 1563, y también de Nicaragua en 1561.
En 1562 fue nombrado alcalde mayor de Nuevo Cartago y Costa Rica. Recorrió gran parte del actual territorio costarricense y encontró los lavaderos de oro del río de la Estrella (hoy río Changuinola, en territorio actualmente perteneciente a Panamá). En 1563 fundó la ciudad de Cartago en el Valle del Guarco y su teniente Antonio Álvarez Pereyra fundó un segundo e infructuoso asentamiento denominado «Villa Nueva Cartago» en las llanuras de Buenos Aires.
En 1564 marchó a España en demanda de ayuda real para proseguir sus actividades y en 1565 el rey Felipe II lo nombró gobernador de Nicaragua y gobernador vitalicio de la provincia de Costa Rica, le otorgó el título hereditario de adelantado de Costa Rica con una renta anual y le concedió un señorío territorial, también hereditario, en territorio costarricense.
Murió en 1565, en un naufragio, cuando viajaba de regreso a Costa Rica. Su título de Adelantado fue heredado por su primogénito Gonzalo Vázquez de Coronado y Arias Dávila.

## Expediciones a Costa Rica

### Primera expedición (1562)
En 1562, Juan Vázquez de Coronado, alcalde mayor de Nicaragua, recorrió los cuatro costados del territorio costarricense y participó en dos expediciones, la primera, penetrando en Guanacaste desde Nicaragua, hasta Garcimuñoz, luego Quepos y Coto, en el Pacífico Central. Terminó siendo alcalde mayor de Costa Rica y Nueva Cartago ese año.

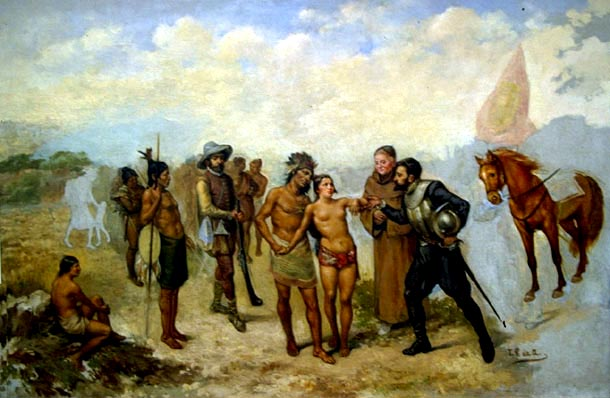
Rescate de Dulcehe, Tomás Povedano.

El 18 de agosto de 1562, Vázquez de Coronado partió de León (Nicaragua), llegando a Nicoya el 6 de setiembre, donde sostuvo una reunión con los reyes de los bagaces, cotanes y zapandíes, sujetos a la autoridad del Corregidor de Nicoya, para asegurarse provisiones para el ingreso al Valle Central.
Desembarcó luego en la desembocadura del río Tivives, desde donde se dirigió a la villa de Los Reyes, un campamento dejado por Juan de Cavallón y Arboleda, su predecesor, para luego marchar por tierra hasta Garcimuñoz, ciudad fundada por aquel. Su primera tarea una vez allí fue intentar sofocar la rebelión del rey Garabito, monarca de los huetares occidentales, refugiado en el reino de los botos, pero no pudo dar con su paradero.
Tras esto, convocó a los otros reyes del valle, de los cuales el primero en presentarse fue Accerrí, rey de Aserrí, vasallo del Señor del Guarco, rey de los huetares orientales, quien fue bien recibido por Vázquez de Coronado. Aliándose con Accerrí y con los reyes de Yurustí y Turrubara, marchó sobre los quepoa y turucacas, enemigos de aquellos, pero al llegar a Quepos fue bien recibido por su rey Corrohore, quien le obsequió objetos de oro.
En Quepos, los españoles quedaron impresionados por la riqueza agrícola de la zona, por lo que se instalaron y se lanzaron a la exploración del Pacífico sur del país. Allí enfrentaron la oposición de los cotos, que finalmente acabó en una tregua. En todas estas empresas, Vázquez de Coronado prohibió a sus hombres el saqueo de los poblados indígenas, lo que le valió el apoyo de los monarcas aborígenes. Tras esto, Vázquez de Coronado regresó a Garcimuñoz.
Mientras organizaba una segunda expedición, tuvo que enfrentar una rebelión de los huetares del Valle del Guarco, pero mientras iba al encuentro de los rebeldes, se concertó una reunión con el cacique Quitao, enviado por el rey Correque (heredero de  El Guarco) para celebrar la paz. Diversos monarcas indígenas se presentaron en Garcimuñoz (entre ellos, los reyes de Atirro, Turrialba, Orosi, Puririsí, Quircó, Abux y el mismo Correque, Señor del Guarco), con el rey Quitao a la cabeza, quien manifestó encontrarse harto de huir por los montes, tras lo cual los jefes indígenas decidieron someterse al dominio español.
Fue de esta manera que Vázquez de Coronado logró tomar posesión del reino oriental de los huetares (el Valle del Guarco), aunque aún tuvo que enfrentar a los rebeldes huetares occidentales bajo la dirección de Garabito, y del príncipe Quizarco, hermano de Coquiba, rey de Pacacua.

### Fundación de Cartago (1563) y segunda expedición (1564-1565)
"Tracé una ciudad en el valle, en un asiento junto a dos ríos. Tiene el valle tres leguas y media en largo y legua y media en ancho; tiene muchas tierras para trigo y maíz; tiene el temple de Valladolid, buen suelo y cielo. Nombré a esta ciudad Cartago, por llamarse esta provincia deste nombre."
Juan Vázquez de Coronado (1563).

Tras la sumisión de los huetares orientales, el centro de dominio español se trasladó al Valle del Guarco, de mejor clima y gran belleza natural. Allí, Vázquez de Coronado decidió fundar una ciudad entre los ríos Coris y Purires, a la cual llamó Cartago, la cual pocos años después se trasladó al valle occidental ya que el primer asentamiento era una zona de frecuentes inundaciones.
Afianzado en Cartago, Vázquez de Coronado envió una segunda expedición al Pacífico Sur (que enfrentó una nueva resistencia de los cotos), para luego regresar a Nicaragua, de donde volvió con más hombres y provisiones, con los que partió desde Cartago hacia la cordillera de Talamanca, en busca de la reputada provincia de Ara, en la cuenca del río Tarire, famosa por ser la más rica en yacimientos auríferos del país.
Una vez en Ara, en la región del Caribe, y tras encontrar los buscados lavaderos de oro, pactó con los indígenas locales para que no le atacaran, luego de lo cual regresó siguiendo la ruta del río Reventazón, hasta Cartago, donde enfrentó una nueva rebelión indígena, tras lo cual decidió que necesitaba el apoyo de la Corona y viajó entonces a España, donde obtuvo el título de gobernador, adelantado, capitán general y alguacil mayor de la provincia de Costa Rica el 8 de abril de 1565, cosa que no disfrutó al morir en el naufragio de su nave poco después en la barra de Guadalquivir, a la salida de Sanlúcar de Barrameda, océano Atlántico, cuando se dirigía de nuevo a América.
Con su ausencia, los soldados españoles iniciaron la represión de los indígenas, que se alzaron bajo el mando del cacique Turichiquí de Ujarrás, y sitiaron Cartago en 1566.

## Legado
A Vázquez de Coronado se le conoce como el verdadero conquistador de Costa Rica por el papel pacificador que desempeñó al lado de los indígenas, ganándose su confianza y adhesión, empleando el diálogo en lugar de la violencia y entablando amistad entre españoles y aborígenes, además de que fue el que tuvo un mayor conocimiento del territorio costarricense.
Hoy en día, en la República de Costa Rica el cantón número 11 de la provincia de San José tiene por nombre "Vázquez de Coronado" en su honor.
Una estatua de bronce de tres metros de alto, ubicada en el Parque España en San José de Costa Rica, fue erigida en su memoria, obra del escultor español José Antonio Márquez.

### Literatura histórica sobre Vázquez de Coronado
- Juan Vázquez de Coronado: conquistador y fundador de Costa Rica, por Carlos Meléndez Chaverri.
- Juan Vázquez de Coronado: conferencia dictada en la Casa España el 27 de noviembre de 1934, por Rubén Yglesias Hogan.
- Cartas de Juan Vázquez de Coronado, conquistador de Costa Rica, por Juan Vázquez de Coronado, recopiladas por Ricardo Fernández Guardia.
- Juan Vaźquez de Coronado y su ética en la conquista de Costa Rica, por Victoria Urbano.
- Juan Vázquez de Coronado y la agricultura colonial, por Alberto Sáenz Maroto.
- The Coronado expedition: from the distance of 460 years, por Richard Flint.